# کدینگ خط
کدینگ خط (نام علمی: Line Coding) یا کدگذاری خط، فرایند تبدیل داده‌های دیجیتال به سیگنال‌های دیجیتال می‌باشد. داده‌های دیجیتال در قالب باینری هستند و به شکل داخلی به صورت یک سری از ۰ و ۱ نمایش می‌یابند.
سیگنال دیجیتال به وسیله سیگنال گسسته نمایش می‌یابد که نماینده داده‌های دیجیتال است. کدبندی خط (به انگلیسی: line encoding) متداول به‌صورت زیر وجود دارند:
- تک‌قطبی (به انگلیسی: Unti-Polar)
- قطبی (به انگلیسی: Polar)
- دوقطبی (به انگلیسی: Bipolar)
- کد منچستر

## کدبندی تک‌قطبی
کدبندی تک‌قطبی از سطح ولتاژ سیگنال برای نمایش داده‌ها استفاده می‌کند. در این حالت برای نمایش مقدار باینری ۱، ولتاژ بالا انتقال می‌یابد و برای نمایش ۰ هیچ ولتاژی انتقال نمی‌یابد. این حالت به نام «Unipolar-Non-return-to-zero» نیز نامیده می‌شود، زیرا هیچ حالت میانی وجود ندارد و در هر یک از حالت‌ها یا ۰ یا ۱ نمایش می‌یابد.

## کدبندی قطبی
در  کدبندی قطبی از چندین سطح ولتاژ برای نمایش مقادیر باینری استفاده می‌شود. کدبندی قطبی به چهار نوع امکان‌پذیر است:
1. Polar Non-Return to Zero یا NRZ قطبی
2. Return to Zero یا RZ
3. Manchester
4. Differential Manchester

## کدبندی دوقطبی
در روش کدبندی دوقطبی از سه سطح ولتاژ به صورت مثبت، منفی و صفر استفاده می‌کنیم. ولتاژ صفر نماینده مقدار باینری ۰ و بیت ۱ نمایش‌دهنده تغییر ولتاژهای مثبت و منفی است.
1. ↑  «انتقال دیجیتال در شبکه‌های کامپیوتری». دی ماه. بایگانی‌شده از اصلی در ۲۱ فوریه ۲۰۲۰. دریافت‌شده در ۲۱ فوریه ۲۰۲۰. تاریخ وارد شده در |تاریخ= را بررسی کنید (کمک)